# ويليام مولر (لاعب كرة قدم)
ويليام مولر (بالدنماركية: William Møller)‏ هو لاعب كرة قدم دانمركي في مركز الهجوم، ولد في 10 مارس 1998. لعب مع نادي إيسبيرغ.

## وصلات خارجية
- ويليام مولر على موقع قاعدة بيانات كرة القدم.إي يو (الإنجليزية)
- ويليام مولر على موقع Soccerway.com (الإنجليزية)